# Escuelas Públicas del Condado de Montgomery
Las Escuelas Públicas del Condado de Montgomery (Montgomery County Public Schools, MCPS en inglés) es el distrito escolar en Maryland, Estados Unidos. El distrito tiene escuelas en el Condado de Montgomery. Tiene su sede en Rockville.

## Escuelas

### Escuelas preparatorias (high schools)
- Albert Einstein High School (EN)
- Bethesda-Chevy Chase High School (EN)
- James Hubert Blake High School (EN)
- Winston Churchill High School (EN)
- Clarksburg High School (EN)
- Damascus High School (EN)
- Gaithersburg High School (EN)
- Walter Johnson High School (EN)
- John F. Kennedy High School (EN)
- Colonel Zadok A. Magruder High School (EN)
- Montgomery Blair High School (EN)
- Northwest High School (EN)
- Northwood High School (EN)
- Paint Branch High School (EN)
- Poolesville High School (EN)
- Quince Orchard High School (EN)
- Richard Montgomery High School (EN)
- Rockville High School (EN)
- Seneca Valley High School (EN)
- Sherwood High School (EN)
- Springbrook High School (EN)
- Watkins Mill High School (EN)
- Wheaton High School (EN)
- Walt Whitman High School (EN)
- Thomas Sprigg Wootton High School (EN)